# Víctor Morales (Radsportler)
Víctor Hugo Morales (* 1. November 1943 in Ambato) ist ein ehemaliger ecuadorianischer Radrennfahrer.

## Sportliche Laufbahn
Morales war Teilnehmer der Olympischen Sommerspiele 1968 in Mexiko-Stadt. Im olympischen Straßenrennen schied er aus. Im Mannschaftszeitfahren kam der Vierer aus Ecuador mit Arnulfo Pozo, Hipólito Pozo, Noé Medina und Víctor Morales auf den 22. Rang.
1966 wurde er Dritter der ersten Austragung der Vuelta a Ecuador hinter dem Sieger Hipólito Pozo. Er gewann zwei Tagesabschnitte des Etappenrennens.